# Discographie de Céline Dion
La discographie de Céline Dion comprend l'ensemble des disques produits et publiés au cours de sa carrière. Elle se compose de 27 albums studio (dont 3 ayant pour thème les chants de Noël), 7 albums en concert, 14 compilations et près de 130 singles. Menant une carrière francophone et anglophone, la chanteuse canadienne a publié 15 albums studio en français (sa langue maternelle) et 12 en anglais.
Le premier album studio de Céline Dion, La Voix du Bon Dieu, sort en 1981 et est distribué uniquement au Québec. Son premier album en anglais, Unison, sort en 1990. À partir des années 1990, elle alterne les albums et singles en français et en anglais, et parvient à s'imposer comme l'une des plus importantes vendeuses de disques au monde. Ses albums Falling into You (1996) et Let's Talk About Love (1997) — sur lequel se trouve son plus grand succès commercial et radiophonique, My Heart Will Go On, chanson du film Titanic sorti la même année — figurent notamment parmi les plus vendus de l'histoire, tandis que D'eux (1995) demeure l'album francophone le plus vendu de tous les temps, en France et dans le monde.
Les ventes de Céline Dion sont estimées à 230 millions de disques dans le monde,, dont plus de 25 millions en France.

## Albums

### Albums studio

#### Albums francophones
| Album                                                | Classements | Classements | Classements | Classements | Classements | Classements | Classements | Classements | Classements | Classements | Classements | Classements | Classements | Classements | Classements | Classements | Certifications              | Ventes mondiales |
| Album                                                | É-U         | CAN         | R-U         | IRL         | FRA         | ESP         | ITA         | SUI         | BE/W        | BE/F        | P-B         | ALL         | AUT         | SUE         | AUS         | N-Z         | Certifications              | Ventes mondiales |
| ---------------------------------------------------- | ----------- | ----------- | ----------- | ----------- | ----------- | ----------- | ----------- | ----------- | ----------- | ----------- | ----------- | ----------- | ----------- | ----------- | ----------- | ----------- | --------------------------- | ---------------- |
| La Voix du Bon Dieu - Sortie : 6 novembre 1981       | -           | -           | -           | -           | -           | -           | -           | -           | -           | -           | -           | -           | -           | -           | -           | -           |                             |                  |
| Tellement j'ai d'amour… - Sortie : 7 septembre 1982  | -           | -           | -           | -           | -           | -           | -           | -           | -           | -           | -           | -           | -           | -           | -           | -           | : Platine                   |                  |
| Les Chemins de ma maison - Sortie : 7 septembre 1983 | -           | -           | -           | -           | -           | -           | -           | -           | -           | -           | -           | -           | -           | -           | -           | -           | : Or                        |                  |
| Mélanie - Sortie : 22 août 1984                      | -           | -           | -           | -           | -           | -           | -           | -           | -           | -           | -           | -           | -           | -           | -           | -           | : Or                        |                  |
| C'est pour toi - Sortie : 27 août 1985               | -           | -           | -           | -           | -           | -           | -           | -           | -           | -           | -           | -           | -           | -           | -           | -           |                             |                  |
| Incognito - Sortie : 2 avril 1987                    | -           | -           | -           | -           | -           | -           | -           | -           | -           | -           | -           | -           | -           | -           | -           | -           | : 2x Platine                | 500 000          |
| Dion chante Plamondon - Sortie : 4 novembre 1991     | -           | 76          | -           | -           | 4           | -           | -           | -           | 17          | -           | -           | -           | -           | -           | -           | -           | : 2x Platine : 2x Platine   | 2 000 000        |
| D'eux - Sortie : 27 mars 1995                        | -           | 29          | 7           | -           | 1           | -           | -           | 1           | 1           | 1           | 1           | 69          | 35          | 9           | -           | 17          | : 7x Platine : Or : Diamant | 10 000 000       |
| S'il suffisait d'aimer - Sortie : 31 août 1998       | -           | 1           | 17          | -           | 1           | -           | -           | 1           | 1           | 2           | 4           | 11          | 3           | 23          | -           | -           | : 4x Platine : Or : Diamant | 4 000 000        |
| Une fille et quatre types - Sortie : 13 octobre 2003 | -           | 1           | -           | -           | 1           | -           | 52          | 2           | 1           | 9           | 30          | 26          | 27          | 22          | -           | -           | : 2x Platine                | 1 300 000        |
| D'elles - Sortie : 18 mai 2007                       | -           | 1           | -           | -           | 1           | -           | 35          | 3           | 1           | 18          | 50          | 52          | -           | -           | -           | -           | : 2x Platine : Platine      | 500 000          |
| Sans attendre - Sortie : 2 novembre 2012             | -           | 1           | -           | -           | 1           | -           | 20          | 2           | 1           | 19          | 20          | 44          | 47          | 49          | -           | -           | : 3x Platine : Diamant      | 1 500 000        |
| Encore un soir - Sortie : 26 août 2016               | -           | 1           | 88          | -           | 1           | 18          | 3           | 1           | 1           | 1           | 7           | 16          | 15          | -           | -           | -           | : 2x Platine : Diamant      | 1 500 000        |

#### Albums anglophones
| Album                                              | Classements | Classements | Classements | Classements | Classements | Classements | Classements | Classements | Classements | Classements | Classements | Classements | Classements | Classements | Classements | Classements | Certifications                                                           | Ventes mondiales |
| Album                                              | É-U         | CAN         | R-U         | IRL         | FRA         | ESP         | ITA         | SUI         | BE/W        | BE/F        | P-B         | ALL         | AUT         | SUE         | AUS         | N-Z         | Certifications                                                           | Ventes mondiales |
| -------------------------------------------------- | ----------- | ----------- | ----------- | ----------- | ----------- | ----------- | ----------- | ----------- | ----------- | ----------- | ----------- | ----------- | ----------- | ----------- | ----------- | ----------- | ------------------------------------------------------------------------ | ---------------- |
| Unison - Sortie : 2 avril 1990                     | 74          | 15          | 55          | -           | -           | -           | -           | -           | -           | -           | -           | -           | -           | -           | -           | -           | : Platine : 7x Platine : Or : Or : Or                                    | 3 000 000        |
| Celine Dion - Sortie : 30 mars 1992                | 34          | 4           | 70          | -           | -           | -           | -           | -           | -           | -           | -           | -           | -           | -           | 15          | 31          | : 2x Platine : Diamant : Or : Platine                                    | 5 000 000        |
| The Colour of My Love - Sortie : 9 novembre 1993   | 4           | 1           | 1           | 1           | 7           | 7           | 11          | 9           | 13          | 1           | 2           | 16          | 18          | 4           | 1           | 2           | : 6x Platine : Diamant : 5x Platine : Platine : Or : 9x Platine          | 20 000 000       |
| Falling into You - Sortie : 11 mars 1996           | 1           | 1           | 1           | 2           | 1           | 4           | 3           | 1           | 1           | 2           | 1           | 5           | 1           | 1           | 1           | 1           | : 12x Platine : Diamant : 7x Platine : Diamant : 5x Or : 13x Platine     | 32 000 000       |
| Let's Talk About Love - Sortie : 14 novembre 1997  | 1           | 1           | 1           | 1           | 1           | 3           | 1           | 1           | 1           | 1           | 1           | 1           | 1           | 1           | 1           | 1           | : 11x Platine : Diamant : 6x Platine : Diamant : 3x Platine : 7x Platine | 31 000 000       |
| A New Day Has Come - Sortie : 22 mars 2002         | 1           | 1           | 1           | 1           | 1           | 4           | 1           | 1           | 1           | 2           | 1           | 2           | 1           | 1           | 1           | 1           | : 3x Platine : 6x Platine : Platine : 3x Platine : 3x Or : 2x Platine    | 12 000 000       |
| One Heart - Sortie : 24 mars 2003                  | 2           | 1           | 4           | 10          | 1           | 3           | 3           | 1           | 3           | 1           | 6           | 6           | 5           | 3           | 6           | 7           | : 2x Platine : 3x Platine : Or : Platine : Or : Platine                  | 5 000 000        |
| Miracle - Sortie : 13 octobre 2004                 | 4           | 1           | 5           | -           | 4           | 77          | 15          | 6           | 1           | 13          | 4           | 34          | 34          | 30          | 15          | 26          | : Platine : Or : Or                                                      | 2 000 000        |
| Taking Chances - Sortie : 7 novembre 2007          | 3           | 1           | 5           | 6           | 2           | 8           | 5           | 1           | 3           | 7           | 4           | 5           | 3           | 8           | 12          | 4           | : Platine : 4x Platine : Platine : Or : Or : Platine                     | 3 500 000        |
| Loved Me Back to Life - Sortie : 1er novembre 2013 | 2           | 1           | 3           | 3           | 3           | 12          | 11          | 3           | 2           | 2           | 1           | 9           | 4           | 13          | 9           | 10          | : 4x Platine : Platine : 2x Platine                                      | 1 500 000        |
| Courage - Sortie : 15 novembre 2019                | 1           | 1           | 2           | 5           | 2           | 11          | 10          | 1           | 1           | 3           | 40          | 4           | 4           | 30          | 2           | 5           | : Platine : Argent : Platine                                             | 600 000          |

### Albums de Noël
| Album                                               | Classements | Classements | Classements | Classements | Classements | Classements | Classements | Classements | Classements | Classements | Classements | Classements | Classements | Classements | Classements | Classements | Certifications                                  | Ventes mondiales |
| Album                                               | É-U         | CAN         | R-U         | IRL         | FRA         | ESP         | ITA         | SUI         | BE/W        | BE/F        | P-B         | ALL         | AUT         | SUE         | AUS         | N-Z         | Certifications                                  | Ventes mondiales |
| --------------------------------------------------- | ----------- | ----------- | ----------- | ----------- | ----------- | ----------- | ----------- | ----------- | ----------- | ----------- | ----------- | ----------- | ----------- | ----------- | ----------- | ----------- | ----------------------------------------------- | ---------------- |
| Céline Dion chante Noël - Sortie : 4 décembre 1981  | -           | -           | -           | -           | -           | -           | -           | -           | -           | -           | -           | -           | -           | -           | -           | -           |                                                 |                  |
| Chants et contes de Noël - Sortie : 3 décembre 1983 | -           | -           | -           | -           | -           | -           | -           | -           | -           | -           | -           | -           | -           | -           | -           | -           |                                                 |                  |
| These Are Special Times - Sortie : 30 octobre 1998  | 2           | 1           | 20          | 82          | 23          | -           | 12          | 1           | 12          | 16          | 3           | 3           | 2           | 3           | 6           | 4           | : 6x Platine : Diamant : Platine : Or : Platine | 12 000 000       |

### Albums Live
| Album                                                            | Classements | Classements | Classements | Classements | Classements | Classements | Classements | Classements | Classements | Classements | Classements | Classements | Classements | Classements | Classements | Classements | Certifications            | Ventes mondiales |
| Album                                                            | É-U         | CAN         | R-U         | IRL         | FRA         | ESP         | ITA         | SUI         | BE/W        | BE/F        | P-B         | ALL         | AUT         | SUE         | AUS         | N-Z         | Certifications            | Ventes mondiales |
| ---------------------------------------------------------------- | ----------- | ----------- | ----------- | ----------- | ----------- | ----------- | ----------- | ----------- | ----------- | ----------- | ----------- | ----------- | ----------- | ----------- | ----------- | ----------- | ------------------------- | ---------------- |
| En concert - Sortie : 11 novembre 1985                           | -           | -           | -           | -           | -           | -           | -           | -           | -           | -           | -           | -           | -           | -           | -           | -           |                           |                  |
| À l'Olympia - Sortie : 21 novembre 1994                          | -           | 52          | -           | -           | 10          | -           | -           | -           | 19          | -           | -           | -           | -           | -           | -           | -           | : Platine : Platine       | 1 000 000        |
| Live à Paris - Sortie : 21 octobre 1996                          | -           | 8           | 53          | -           | 1           | -           | -           | 1           | 1           | 6           | 9           | 63          | 24          | -           | -           | -           | : 2x Platine : 2x Platine | 2 000 000        |
| Au cœur du Stade - Sortie : 27 août 1999                         | -           | 15          | -           | -           | 1           | -           | -           | 1           | 1           | 3           | 23          | 37          | 18          | -           | -           | -           | : Or : 2x Platine         | 1 000 000        |
| A New Day : Live in Las Vegas - Sortie : 14 juin 2004            | 10          | 2           | 22          | -           | 9           | -           | 30          | 13          | 4           | 7           | 12          | 20          | 21          | -           | 69          | -           | : Or : Argent             | 1 000 000        |
| Taking Chances World Tour : The Concert - Sortie : 29 avril 2010 | -           | -           | 11          | -           | 5           | -           | 29          | -           | 3           | 30          | 11          | -           | -           | -           | -           | -           | : Or : Or                 |                  |
| Céline... une seule fois : Live 2013 - Sortie : 16 mai 2014      | -           | 10          | -           | -           | 2           | 91          | 34          | 11          | 4           | 29          | 12          | 56          | 74          | -           | -           | -           | : Or                      |                  |

### Compilations

#### Compilations francophones
| Album                                                                                 | Classements | Classements | Classements | Classements | Classements | Classements | Classements | Classements | Classements | Classements | Classements | Classements | Classements | Classements | Classements | Classements | Certifications            | Ventes mondiales |
| Album                                                                                 | É-U         | CAN         | R-U         | IRL         | FRA         | ESP         | ITA         | SUI         | BE/W        | BE/F        | P-B         | ALL         | AUT         | SUE         | AUS         | N-Z         | Certifications            | Ventes mondiales |
| ------------------------------------------------------------------------------------- | ----------- | ----------- | ----------- | ----------- | ----------- | ----------- | ----------- | ----------- | ----------- | ----------- | ----------- | ----------- | ----------- | ----------- | ----------- | ----------- | ------------------------- | ---------------- |
| Du soleil au cœur - Sortie : 20 septembre 1983                                        | -           | -           | -           | -           | -           | -           | -           | -           | -           | -           | -           | -           | -           | -           | -           | -           |                           |                  |
| Les plus grands succès - Sortie : 17 septembre 1984                                   | -           | -           | -           | -           | -           | -           | -           | -           | -           | -           | -           | -           | -           | -           | -           | -           |                           |                  |
| Les Oiseaux du bonheur - Sortie : 1984                                                | -           | -           | -           | -           | -           | -           | -           | -           | -           | -           | -           | -           | -           | -           | -           | -           |                           |                  |
| Les Chansons en or - Sortie : 22 avril 1986                                           | -           | -           | -           | -           | -           | -           | -           | -           | -           | -           | -           | -           | -           | -           | -           | -           |                           |                  |
| The Best of Celine Dion - Sortie : 3 mai 1988                                         | -           | -           | -           | -           | -           | -           | -           | -           | -           | -           | -           | -           | -           | -           | -           | -           |                           |                  |
| Les premières années - Sortie : 10 janvier 1994                                       | -           | -           | -           | -           | -           | -           | -           | -           | 12          | -           | -           | -           | -           | -           | -           | -           |                           |                  |
| Gold / Les premières chansons, vol. 1 - Sortie : 2 octobre 1995                       | -           | -           | -           | -           | 30          | -           | -           | -           | 32          | -           | -           | -           | -           | -           | -           | -           | : 2x Or                   |                  |
| Gold / Les premières chansons, vol. 2 - Sortie : 2 octobre 1995                       | -           | -           | -           | -           | -           | -           | -           | -           | -           | -           | -           | -           | -           | -           | -           | -           | : Or                      |                  |
| C'est pour vivre - Sortie : 3 février 1997                                            | -           | -           | 49          | -           | -           | -           | -           | -           | 32          | -           | -           | -           | -           | -           | -           | -           |                           |                  |
| The Collection 1982-1988 / Premiers succès / C'est pour toi - Sortie : 4 juillet 1997 | -           | -           | -           | -           | -           | -           | -           | -           | 20          | -           | 37          | -           | -           | 27          | -           | -           |                           |                  |
| The Early Singles - Sortie : 21 février 2000                                          | -           | -           | -           | -           | -           | -           | -           | -           | -           | -           | -           | -           | -           | -           | -           | -           |                           |                  |
| On ne change pas - Sortie : 30 septembre 2005                                         | -           | 2           | -           | -           | 1           | -           | 54          | 2           | 1           | 33          | 59          | 72          | -           | -           | -           | -           | : 3x Platine : 3x Platine | 1 300 000        |
| Un peu de nous - Sortie : 21 juillet 2017                                             | -           | -           | -           | -           | 1           | -           | -           | -           | 6           | -           | -           | -           | -           | -           | -           | -           | : Or                      |                  |

#### Compilations anglophones
| Album                                                             | Classements                            | Classements                            | Classements                            | Classements                            | Classements                            | Classements                            | Classements                            | Classements                            | Classements                            | Classements                            | Classements                            | Classements                            | Classements                            | Classements                            | Classements               | Classements               | Certifications                                                        | Ventes mondiales |
| Album                                                             | É-U                                    | CAN                                    | R-U                                    | IRL                                    | FRA                                    | ESP                                    | ITA                                    | SUI                                    | BE/W                                   | BE/F                                   | P-B                                    | ALL                                    | AUT                                    | SUE                                    | AUS                       | N-Z                       | Certifications                                                        | Ventes mondiales |
| ----------------------------------------------------------------- | -------------------------------------- | -------------------------------------- | -------------------------------------- | -------------------------------------- | -------------------------------------- | -------------------------------------- | -------------------------------------- | -------------------------------------- | -------------------------------------- | -------------------------------------- | -------------------------------------- | -------------------------------------- | -------------------------------------- | -------------------------------------- | ------------------------- | ------------------------- | --------------------------------------------------------------------- | ---------------- |
| All The Way... A Decade of Song - Sortie : 12 novembre 1999       | 1                                      | 1                                      | 1                                      | 1                                      | 1                                      | 1                                      | 4                                      | 1                                      | 1                                      | 2                                      | 1                                      | 1                                      | 1                                      | 1                                      | 1                         | 2                         | : 7x Platine : Diamant : 4x Platine : 2x Platine : 7x Or : 5x Platine | 22 000 000       |
| The Collector's Series, Volume One - Sortie : 20 octobre 2000     | 28                                     | 4                                      | 30                                     | 29                                     | 1                                      | -                                      | 35                                     | 12                                     | 34                                     | 33                                     | 15                                     | 28                                     | 16                                     | -                                      | -                         | 27                        | : Or : Argent : Or : Or : Or                                          | 3 000 000        |
| Complete Best - Sortie : 27 février 2008                          | Sorti uniquement au Japon              | Sorti uniquement au Japon              | Sorti uniquement au Japon              | Sorti uniquement au Japon              | Sorti uniquement au Japon              | Sorti uniquement au Japon              | Sorti uniquement au Japon              | Sorti uniquement au Japon              | Sorti uniquement au Japon              | Sorti uniquement au Japon              | Sorti uniquement au Japon              | Sorti uniquement au Japon              | Sorti uniquement au Japon              | Sorti uniquement au Japon              | Sorti uniquement au Japon | Sorti uniquement au Japon |                                                                       |                  |
| My Love : Essential Collection - Sortie : 24 octobre 2008         | 8                                      | 2                                      | 5                                      | 1                                      | 1                                      | 80                                     | 21                                     | 9                                      | 3                                      | 1                                      | 1                                      | 24                                     | 37                                     | 6                                      | 24                        | 10                        | : 4x Platine : 4x Platine : Or : Platine                              | 3 000 000        |
| The Best of Celine Dion & David Foster - Sortie : 19 octobre 2012 | Sorti uniquement en Asie               | Sorti uniquement en Asie               | Sorti uniquement en Asie               | Sorti uniquement en Asie               | Sorti uniquement en Asie               | Sorti uniquement en Asie               | Sorti uniquement en Asie               | Sorti uniquement en Asie               | Sorti uniquement en Asie               | Sorti uniquement en Asie               | Sorti uniquement en Asie               | Sorti uniquement en Asie               | Sorti uniquement en Asie               | Sorti uniquement en Asie               | Sorti uniquement en Asie  | Sorti uniquement en Asie  |                                                                       |                  |
| The Best So Far... 2018 Tour Edition - Sortie : 30 mai 2018       | Sorti uniquement en Asie et en Océanie | Sorti uniquement en Asie et en Océanie | Sorti uniquement en Asie et en Océanie | Sorti uniquement en Asie et en Océanie | Sorti uniquement en Asie et en Océanie | Sorti uniquement en Asie et en Océanie | Sorti uniquement en Asie et en Océanie | Sorti uniquement en Asie et en Océanie | Sorti uniquement en Asie et en Océanie | Sorti uniquement en Asie et en Océanie | Sorti uniquement en Asie et en Océanie | Sorti uniquement en Asie et en Océanie | Sorti uniquement en Asie et en Océanie | Sorti uniquement en Asie et en Océanie | 4                         | 4                         |                                                                       |                  |

### Singles

#### Années 1980
| Année | Single                                                                | Classements | Classements                  | Classements                  | Classements                  | Classements                  | Classements                  | Classements                  | Classements                  | Classements                  | Classements                  | Classements                  | Classements                  | Classements                  | Classements                  | Classements                  | Classements                  | Album                        |
| Année | Single                                                                | É-U | CAN                          | R-U                          | IRL                          | FRA                          | ESP                          | ITA                          | SUI                          | BE/W                         | BE/F                         | P-B                          | ALL                          | AUT                          | SUE                          | AUS                          | N-Z                          | Album                        |
| ----- | --------------------------------------------------------------------- | --- | ---------------------------- | ---------------------------- | ---------------------------- | ---------------------------- | ---------------------------- | ---------------------------- | ---------------------------- | ---------------------------- | ---------------------------- | ---------------------------- | ---------------------------- | ---------------------------- | ---------------------------- | ---------------------------- | ---------------------------- | ---------------------------- |
| 1981  | Ce n'était qu'un rêve                                                 | | -                            |                              |                              | -                            |                              |                              | -                            | N/D                          | -                            |                              |                              |                              |                              |                              |                              | La Voix du Bon Dieu          |
| 1981  | La Voix du Bon Dieu                                                   | | -                            | Sorti uniquement au Canada   | Sorti uniquement au Canada   | Sorti uniquement au Canada   | Sorti uniquement au Canada   | Sorti uniquement au Canada   | Sorti uniquement au Canada   | Sorti uniquement au Canada   | Sorti uniquement au Canada   | Sorti uniquement au Canada   | Sorti uniquement au Canada   | Sorti uniquement au Canada   | Sorti uniquement au Canada   | Sorti uniquement au Canada   | Sorti uniquement au Canada   | La Voix du Bon Dieu          |
| 1982  | L'amour viendra                                                       | | -                            | Sorti uniquement au Canada   | Sorti uniquement au Canada   | Sorti uniquement au Canada   | Sorti uniquement au Canada   | Sorti uniquement au Canada   | Sorti uniquement au Canada   | Sorti uniquement au Canada   | Sorti uniquement au Canada   | Sorti uniquement au Canada   | Sorti uniquement au Canada   | Sorti uniquement au Canada   | Sorti uniquement au Canada   | Sorti uniquement au Canada   | Sorti uniquement au Canada   | La Voix du Bon Dieu          |
| 1982  | Tellement j'ai d'amour pour toi                                       | | -                            | Sorti uniquement au Canada   | Sorti uniquement au Canada   | Sorti uniquement au Canada   | Sorti uniquement au Canada   | Sorti uniquement au Canada   | Sorti uniquement au Canada   | Sorti uniquement au Canada   | Sorti uniquement au Canada   | Sorti uniquement au Canada   | Sorti uniquement au Canada   | Sorti uniquement au Canada   | Sorti uniquement au Canada   | Sorti uniquement au Canada   | Sorti uniquement au Canada   | Tellement j'ai d'amour…      |
| 1982  | D'amour ou d'amitié                                                   | | -                            |                              |                              | 7                            |                              |                              | -                            | N/D                          | -                            | -                            | -                            | -                            |                              |                              |                              | Tellement j'ai d'amour…      |
| 1983  | Mon ami m'a quittée                                                   | | -                            |                              |                              | -                            |                              |                              | -                            | N/D                          | -                            | -                            | -                            | -                            |                              |                              |                              | Les Chemins de ma maison     |
| 1983  | Un enfant                                                             | | -                            | Sorti uniquement au Canada   | Sorti uniquement au Canada   | Sorti uniquement au Canada   | Sorti uniquement au Canada   | Sorti uniquement au Canada   | Sorti uniquement au Canada   | Sorti uniquement au Canada   | Sorti uniquement au Canada   | Sorti uniquement au Canada   | Sorti uniquement au Canada   | Sorti uniquement au Canada   | Sorti uniquement au Canada   | Sorti uniquement au Canada   | Sorti uniquement au Canada   | Chants et contes de Noël     |
| 1984  | Ne me plaignez pas                                                    | | -                            | Sorti uniquement au Canada   | Sorti uniquement au Canada   | Sorti uniquement au Canada   | Sorti uniquement au Canada   | Sorti uniquement au Canada   | Sorti uniquement au Canada   | Sorti uniquement au Canada   | Sorti uniquement au Canada   | Sorti uniquement au Canada   | Sorti uniquement au Canada   | Sorti uniquement au Canada   | Sorti uniquement au Canada   | Sorti uniquement au Canada   | Sorti uniquement au Canada   | Les Chemins de ma maison     |
| 1984  | Une colombe                                                           | | -                            | Sorti uniquement au Canada   | Sorti uniquement au Canada   | Sorti uniquement au Canada   | Sorti uniquement au Canada   | Sorti uniquement au Canada   | Sorti uniquement au Canada   | Sorti uniquement au Canada   | Sorti uniquement au Canada   | Sorti uniquement au Canada   | Sorti uniquement au Canada   | Sorti uniquement au Canada   | Sorti uniquement au Canada   | Sorti uniquement au Canada   | Sorti uniquement au Canada   | Mélanie                      |
| 1984  | Mon rêve de toujours                                                  | | -                            |                              |                              | -                            |                              |                              | -                            | N/D                          | -                            |                              |                              |                              |                              |                              |                              | Mélanie                      |
| 1985  | Un amour pour moi                                                     | | -                            | Sorti uniquement au Canada   | Sorti uniquement au Canada   | Sorti uniquement au Canada   | Sorti uniquement au Canada   | Sorti uniquement au Canada   | Sorti uniquement au Canada   | Sorti uniquement au Canada   | Sorti uniquement au Canada   | Sorti uniquement au Canada   | Sorti uniquement au Canada   | Sorti uniquement au Canada   | Sorti uniquement au Canada   | Sorti uniquement au Canada   | Sorti uniquement au Canada   | Mélanie                      |
| 1985  | Vois comme c'est beau (avec Claudette Dion)                           | | -                            | Sorti uniquement au Canada   | Sorti uniquement au Canada   | Sorti uniquement au Canada   | Sorti uniquement au Canada   | Sorti uniquement au Canada   | Sorti uniquement au Canada   | Sorti uniquement au Canada   | Sorti uniquement au Canada   | Sorti uniquement au Canada   | Sorti uniquement au Canada   | Sorti uniquement au Canada   | Sorti uniquement au Canada   | Sorti uniquement au Canada   | Sorti uniquement au Canada   | Hymnes à l'amour, volume 2   |
| 1985  | C'est pour toi                                                        | | -                            | Sorti uniquement au Canada   | Sorti uniquement au Canada   | Sorti uniquement au Canada   | Sorti uniquement au Canada   | Sorti uniquement au Canada   | Sorti uniquement au Canada   | Sorti uniquement au Canada   | Sorti uniquement au Canada   | Sorti uniquement au Canada   | Sorti uniquement au Canada   | Sorti uniquement au Canada   | Sorti uniquement au Canada   | Sorti uniquement au Canada   | Sorti uniquement au Canada   | C'est pour toi               |
| 1985  | C'est pour vivre                                                      | | -                            |                              |                              | -                            |                              |                              | -                            | N/D                          | -                            |                              |                              |                              |                              |                              |                              | C'est pour toi               |
| 1985  | Dans la main d'un magicien                                            | | -                            | Sorti uniquement au Canada   | Sorti uniquement au Canada   | Sorti uniquement au Canada   | Sorti uniquement au Canada   | Sorti uniquement au Canada   | Sorti uniquement au Canada   | Sorti uniquement au Canada   | Sorti uniquement au Canada   | Sorti uniquement au Canada   | Sorti uniquement au Canada   | Sorti uniquement au Canada   | Sorti uniquement au Canada   | Sorti uniquement au Canada   | Sorti uniquement au Canada   | Opération beurre de pinottes |
| 1985  | La ballade de Michel                                                  | | -                            | Sorti uniquement au Canada   | Sorti uniquement au Canada   | Sorti uniquement au Canada   | Sorti uniquement au Canada   | Sorti uniquement au Canada   | Sorti uniquement au Canada   | Sorti uniquement au Canada   | Sorti uniquement au Canada   | Sorti uniquement au Canada   | Sorti uniquement au Canada   | Sorti uniquement au Canada   | Sorti uniquement au Canada   | Sorti uniquement au Canada   | Sorti uniquement au Canada   | Opération beurre de pinottes |
| 1986  | Billy                                                                 | |                              |                              |                              | -                            |                              |                              | -                            | N/D                          | -                            |                              |                              |                              |                              |                              |                              |                              |
| 1986  | L'univers a besoin d'amour                                            | | -                            | Sorti uniquement au Canada   | Sorti uniquement au Canada   | Sorti uniquement au Canada   | Sorti uniquement au Canada   | Sorti uniquement au Canada   | Sorti uniquement au Canada   | Sorti uniquement au Canada   | Sorti uniquement au Canada   | Sorti uniquement au Canada   | Sorti uniquement au Canada   | Sorti uniquement au Canada   | Sorti uniquement au Canada   | Sorti uniquement au Canada   | Sorti uniquement au Canada   |                              |
| 1986  | Fais ce que tu voudras                                                | | -                            | Sorti uniquement au Canada   | Sorti uniquement au Canada   | Sorti uniquement au Canada   | Sorti uniquement au Canada   | Sorti uniquement au Canada   | Sorti uniquement au Canada   | Sorti uniquement au Canada   | Sorti uniquement au Canada   | Sorti uniquement au Canada   | Sorti uniquement au Canada   | Sorti uniquement au Canada   | Sorti uniquement au Canada   | Sorti uniquement au Canada   | Sorti uniquement au Canada   | Les Chansons en or           |
| 1987  | Je ne veux pas                                                        | |                              |                              |                              | -                            |                              |                              | -                            | N/D                          | -                            |                              |                              |                              |                              |                              |                              |                              |
| 1987  | On traverse un miroir                                                 | | -                            | Sorti uniquement au Canada   | Sorti uniquement au Canada   | Sorti uniquement au Canada   | Sorti uniquement au Canada   | Sorti uniquement au Canada   | Sorti uniquement au Canada   | Sorti uniquement au Canada   | Sorti uniquement au Canada   | Sorti uniquement au Canada   | Sorti uniquement au Canada   | Sorti uniquement au Canada   | Sorti uniquement au Canada   | Sorti uniquement au Canada   | Sorti uniquement au Canada   | Incognito                    |
| 1987  | Incognito                                                             | | -                            |                              |                              | -                            |                              |                              | -                            | N/D                          | -                            |                              |                              |                              |                              |                              |                              | Incognito                    |
| 1987  | Lolita (trop jeune pour aimer)                                        | | -                            | Sorti uniquement au Canada   | Sorti uniquement au Canada   | Sorti uniquement au Canada   | Sorti uniquement au Canada   | Sorti uniquement au Canada   | Sorti uniquement au Canada   | Sorti uniquement au Canada   | Sorti uniquement au Canada   | Sorti uniquement au Canada   | Sorti uniquement au Canada   | Sorti uniquement au Canada   | Sorti uniquement au Canada   | Sorti uniquement au Canada   | Sorti uniquement au Canada   | Incognito                    |
| 1988  | Comme un cœur froid                                                   | | -                            | Sorti uniquement au Canada   | Sorti uniquement au Canada   | Sorti uniquement au Canada   | Sorti uniquement au Canada   | Sorti uniquement au Canada   | Sorti uniquement au Canada   | Sorti uniquement au Canada   | Sorti uniquement au Canada   | Sorti uniquement au Canada   | Sorti uniquement au Canada   | Sorti uniquement au Canada   | Sorti uniquement au Canada   | Sorti uniquement au Canada   | Sorti uniquement au Canada   | Incognito                    |
| 1988  | La religieuse                                                         | |                              |                              |                              | -                            |                              |                              | -                            | N/D                          | -                            |                              |                              |                              |                              |                              |                              | The Best of Celine Dion      |
| 1988  | Ne partez pas sans moi                                                | | -                            | -                            | -                            | 36                           | -                            | -                            | 11                           | N/D                          | 12                           | 42                           | -                            | -                            | -                            |                              |                              | The Best of Celine Dion      |
| 1988  | Délivre-moi                                                           | | -                            | Sorti uniquement au Canada   | Sorti uniquement au Canada   | Sorti uniquement au Canada   | Sorti uniquement au Canada   | Sorti uniquement au Canada   | Sorti uniquement au Canada   | Sorti uniquement au Canada   | Sorti uniquement au Canada   | Sorti uniquement au Canada   | Sorti uniquement au Canada   | Sorti uniquement au Canada   | Sorti uniquement au Canada   | Sorti uniquement au Canada   | Sorti uniquement au Canada   | Incognito                    |
| 1988  | Jours de fièvre                                                       | Sorti uniquement au Danemark | Sorti uniquement au Danemark | Sorti uniquement au Danemark | Sorti uniquement au Danemark | Sorti uniquement au Danemark | Sorti uniquement au Danemark | Sorti uniquement au Danemark | Sorti uniquement au Danemark | Sorti uniquement au Danemark | Sorti uniquement au Danemark | Sorti uniquement au Danemark | Sorti uniquement au Danemark | Sorti uniquement au Danemark | Sorti uniquement au Danemark | Sorti uniquement au Danemark | Sorti uniquement au Danemark | Incognito                    |
| 1988  | D'abord, c'est quoi l'amour                                           | | -                            | Sorti uniquement au Canada   | Sorti uniquement au Canada   | Sorti uniquement au Canada   | Sorti uniquement au Canada   | Sorti uniquement au Canada   | Sorti uniquement au Canada   | Sorti uniquement au Canada   | Sorti uniquement au Canada   | Sorti uniquement au Canada   | Sorti uniquement au Canada   | Sorti uniquement au Canada   | Sorti uniquement au Canada   | Sorti uniquement au Canada   | Sorti uniquement au Canada   | Incognito                    |
| 1989  | Can't Live with You, Can't Live Without You (avec Billy Newton-Davis) | | 41                           | Sorti uniquement au Canada   | Sorti uniquement au Canada   | Sorti uniquement au Canada   | Sorti uniquement au Canada   | Sorti uniquement au Canada   | Sorti uniquement au Canada   | Sorti uniquement au Canada   | Sorti uniquement au Canada   | Sorti uniquement au Canada   | Sorti uniquement au Canada   | Sorti uniquement au Canada   | Sorti uniquement au Canada   | Sorti uniquement au Canada   | Sorti uniquement au Canada   | Spellbound                   |
|       |                                                                       | Les cases grisées signifient que le single n'a pas été proposé à la vente dans ce pays. Le sigle « N/D » signifie que les classements ne sont pas disponibles. |                              |                              |                              |                              |                              |                              |                              |                              |                              |                              |                              |                              |                              |                              |                              |                              |

#### Années 1990
| Année | Single                                   | Classements | Classements                     | Classements                                      | Classements                                      | Classements                                      | Classements                                      | Classements                                      | Classements                                      | Classements                                      | Classements                                      | Classements                                      | Classements                                      | Classements                                      | Classements                                      | Classements                            | Classements                            | Album                           |
| Année | Single                                   | É-U | CAN                             | R-U                                              | IRL                                              | FRA                                              | ESP                                              | ITA                                              | SUI                                              | BE/W                                             | BE/F                                             | P-B                                              | ALL                                              | AUT                                              | SUE                                              | AUS                                    | N-Z                                    | Album                           |
| ----- | ---------------------------------------- | --- | ------------------------------- | ------------------------------------------------ | ------------------------------------------------ | ------------------------------------------------ | ------------------------------------------------ | ------------------------------------------------ | ------------------------------------------------ | ------------------------------------------------ | ------------------------------------------------ | ------------------------------------------------ | ------------------------------------------------ | ------------------------------------------------ | ------------------------------------------------ | -------------------------------------- | -------------------------------------- | ------------------------------- |
| 1990  | Any Other Way                            | 35 | 24                              | -                                                | -                                                | -                                                | -                                                | -                                                | -                                                | N/D                                              | -                                                | -                                                | -                                                | -                                                | -                                                | -                                      | -                                      | Unison                          |
| 1990  | Unison                                   | | 38                              | Sorti uniquement au Canada et au Japon           | Sorti uniquement au Canada et au Japon           | Sorti uniquement au Canada et au Japon           | Sorti uniquement au Canada et au Japon           | Sorti uniquement au Canada et au Japon           | Sorti uniquement au Canada et au Japon           | Sorti uniquement au Canada et au Japon           | Sorti uniquement au Canada et au Japon           | Sorti uniquement au Canada et au Japon           | Sorti uniquement au Canada et au Japon           | Sorti uniquement au Canada et au Japon           | Sorti uniquement au Canada et au Japon           | Sorti uniquement au Canada et au Japon | Sorti uniquement au Canada et au Japon | Unison                          |
| 1990  | Where Does My Heart Beat Now             | 4 | 6                               | 72                                               | 13                                               | 20                                               | -                                                | -                                                | -                                                | N/D                                              | 23                                               | 24                                               | -                                                | -                                                | -                                                | 62                                     | 36                                     | Unison                          |
| 1991  | The Last the Know                        | - | 17                              | -                                                | -                                                | -                                                | -                                                | -                                                | -                                                | N/D                                              | -                                                | -                                                | -                                                | -                                                | -                                                | -                                      | -                                      | Unison                          |
| 1991  | Beauty and the Beast (avec Peabo Bryson) | 8 | 2                               | 9                                                | 12                                               | -                                                | -                                                | -                                                | -                                                | N/D                                              | 36                                               | 20                                               | -                                                | -                                                | -                                                | 17                                     | 8                                      | Celine Dion                     |
| 1992  | Je danse dans ma tête                    | |                                 |                                                  |                                                  | -                                                |                                                  |                                                  | -                                                | N/D                                              | -                                                | -                                                |                                                  |                                                  |                                                  |                                        |                                        | Dion chante Plamondon           |
| 1992  | If You Asked Me To                       | 4 | 3                               | 57                                               | -                                                | -                                                | -                                                | -                                                | -                                                | N/D                                              | -                                                | 28                                               | -                                                | -                                                | -                                                | 52                                     | 26                                     | Celine Dion                     |
| 1992  | Nothing Broken But My Heart              | 29 | 19                              | Sorti en Amérique du Nord, en Asie et en Océanie | Sorti en Amérique du Nord, en Asie et en Océanie | Sorti en Amérique du Nord, en Asie et en Océanie | Sorti en Amérique du Nord, en Asie et en Océanie | Sorti en Amérique du Nord, en Asie et en Océanie | Sorti en Amérique du Nord, en Asie et en Océanie | Sorti en Amérique du Nord, en Asie et en Océanie | Sorti en Amérique du Nord, en Asie et en Océanie | Sorti en Amérique du Nord, en Asie et en Océanie | Sorti en Amérique du Nord, en Asie et en Océanie | Sorti en Amérique du Nord, en Asie et en Océanie | Sorti en Amérique du Nord, en Asie et en Océanie | -                                      | -                                      | Celine Dion                     |
| 1992  | Love Can Move Mountains                  | 36 | 8                               | 46                                               | -                                                | -                                                | -                                                | -                                                | -                                                | N/D                                              | -                                                | -                                                | 61                                               | -                                                | -                                                | 54                                     | -                                      | Celine Dion                     |
| 1993  | Water from the Moon                      | - | Sorti uniquement aux Etats-Unis | Sorti uniquement aux Etats-Unis                  | Sorti uniquement aux Etats-Unis                  | Sorti uniquement aux Etats-Unis                  | Sorti uniquement aux Etats-Unis                  | Sorti uniquement aux Etats-Unis                  | Sorti uniquement aux Etats-Unis                  | Sorti uniquement aux Etats-Unis                  | Sorti uniquement aux Etats-Unis                  | Sorti uniquement aux Etats-Unis                  | Sorti uniquement aux Etats-Unis                  | Sorti uniquement aux Etats-Unis                  | Sorti uniquement aux Etats-Unis                  | Sorti uniquement aux Etats-Unis        | Sorti uniquement aux Etats-Unis        | Celine Dion                     |
| 1993  | Un garçon pas comme les autres (Ziggy)   | |                                 |                                                  |                                                  | 2                                                |                                                  |                                                  | -                                                | N/D                                              | -                                                | -                                                |                                                  |                                                  |                                                  |                                        |                                        | Dion chante Plamondon           |
| 1993  | When I Fall in Love (avec Clive Griffin) | 23 | -                               | -                                                | -                                                | -                                                | -                                                | -                                                | -                                                | N/D                                              | -                                                | 37                                               | -                                                | -                                                | -                                                | 93                                     | 22                                     | The Colour of My Love           |
| 1993  | The Power of Love                        | 1 | 1                               | 4                                                | 13                                               | 3                                                | -                                                | -                                                | -                                                | N/D                                              | 5                                                | 22                                               | 57                                               | -                                                | 6                                                | 1                                      | 7                                      | The Colour of My Love           |
| 1994  | L'amour existe encore                    | |                                 |                                                  |                                                  | 31                                               |                                                  |                                                  | -                                                | N/D                                              | -                                                | -                                                |                                                  |                                                  |                                                  |                                        |                                        | Dion chante Plamondon           |
| 1994  | Misled                                   | 23 | 7                               | 15                                               | -                                                | -                                                | -                                                | -                                                | -                                                | N/D                                              | -                                                | 83                                               | -                                                | -                                                | -                                                | 55                                     | 31                                     | The Colour of My Love           |
| 1994  | Think Twice                              | 95 | 14                              | 1                                                | 1                                                | -                                                | -                                                | -                                                | 6                                                | 10                                               | 1                                                | 1                                                | 19                                               | -                                                | 1                                                | 2                                      | 20                                     | The Colour of My Love           |
| 1994  | Only One Road                            | 93 | -                               | 8                                                | 8                                                | -                                                | -                                                | -                                                | -                                                | 19                                               | 17                                               | 40                                               | -                                                | -                                                | -                                                | 23                                     | -                                      | The Colour of My Love           |
| 1994  | Calling You                              | |                                 | -                                                | -                                                | -                                                | -                                                | -                                                | -                                                | -                                                | -                                                | -                                                | -                                                | -                                                | -                                                |                                        |                                        | À l'Olympia                     |
| 1995  | Pour que tu m'aimes encore               | | -                               | 7                                                | 6                                                | 1                                                | -                                                | -                                                | 17                                               | 1                                                | 2                                                | 4                                                | 39                                               | 30                                               | 3                                                |                                        |                                        | D'eux                           |
| 1995  | Je sais pas                              | | -                               | -                                                | -                                                | 1                                                | -                                                | -                                                | -                                                | 1                                                | 39                                               | 34                                               | -                                                | -                                                | -                                                |                                        |                                        | D'eux                           |
| 1995  | Next Plane Out                           | Sorti uniquement en Océanie | Sorti uniquement en Océanie     | Sorti uniquement en Océanie                      | Sorti uniquement en Océanie                      | Sorti uniquement en Océanie                      | Sorti uniquement en Océanie                      | Sorti uniquement en Océanie                      | Sorti uniquement en Océanie                      | Sorti uniquement en Océanie                      | Sorti uniquement en Océanie                      | Sorti uniquement en Océanie                      | Sorti uniquement en Océanie                      | Sorti uniquement en Océanie                      | Sorti uniquement en Océanie                      | -                                      | -                                      | The Colour of My Love           |
| 1995  | To Love You More                         | Sorti uniquement au Japon | Sorti uniquement au Japon       | Sorti uniquement au Japon                        | Sorti uniquement au Japon                        | Sorti uniquement au Japon                        | Sorti uniquement au Japon                        | Sorti uniquement au Japon                        | Sorti uniquement au Japon                        | Sorti uniquement au Japon                        | Sorti uniquement au Japon                        | Sorti uniquement au Japon                        | Sorti uniquement au Japon                        | Sorti uniquement au Japon                        | Sorti uniquement au Japon                        | Sorti uniquement au Japon              | Sorti uniquement au Japon              | The Colour of My Love           |
| 1996  | Falling into You                         | |                                 | 10                                               | 15                                               | 11                                               | 1                                                | 19                                               | 19                                               | 11                                               | 20                                               | 18                                               | 71                                               | 28                                               | 44                                               | 12                                     | 21                                     | Falling into You                |
| 1996  | Because You Loved Me                     | 1 | 1                               | 5                                                | 2                                                | 19                                               | -                                                | -                                                | 3                                                | 12                                               | 5                                                | 4                                                | 13                                               | 18                                               | 24                                               | 1                                      | 3                                      | Falling into You                |
| 1996  | It's All Coming Back to Me Now           | 2 | 2                               | 3                                                | 2                                                | 13                                               | -                                                | -                                                | -                                                | 10                                               | 1                                                | 5                                                | 62                                               | -                                                | 19                                               | 8                                      | 8                                      | Falling into You                |
| 1996  | The Power of the Dream                   | Sorti uniquement au Japon | Sorti uniquement au Japon       | Sorti uniquement au Japon                        | Sorti uniquement au Japon                        | Sorti uniquement au Japon                        | Sorti uniquement au Japon                        | Sorti uniquement au Japon                        | Sorti uniquement au Japon                        | Sorti uniquement au Japon                        | Sorti uniquement au Japon                        | Sorti uniquement au Japon                        | Sorti uniquement au Japon                        | Sorti uniquement au Japon                        | Sorti uniquement au Japon                        | Sorti uniquement au Japon              | Sorti uniquement au Japon              | Falling into You                |
| 1996  | All by Myself                            | 4 |                                 | 6                                                | 8                                                | 5                                                | -                                                | -                                                | 36                                               | 7                                                | 14                                               | 20                                               | 55                                               | 27                                               | -                                                | 38                                     | 21                                     | Falling into You                |
| 1997  | Call the Man                             | |                                 | 11                                               | 8                                                | -                                                | -                                                | -                                                | -                                                | 26                                               | 45                                               | 69                                               | -                                                | -                                                | -                                                |                                        |                                        | Falling into You                |
| 1997  | J'attendais (Live)                       | |                                 |                                                  |                                                  | 46                                               |                                                  |                                                  | -                                                | 22                                               | -                                                | -                                                |                                                  |                                                  |                                                  |                                        |                                        | Live à Paris                    |
| 1997  | Je sais pas (Live)                       | |                                 |                                                  |                                                  | -                                                |                                                  |                                                  | -                                                | -                                                | -                                                | 78                                               |                                                  |                                                  |                                                  |                                        |                                        | Live à Paris                    |
| 1997  | Tell Him (avec Barbra Streisand)         | - | 12                              | 3                                                | 2                                                | 4                                                | 4                                                | 11                                               | 4                                                | 3                                                | 3                                                | 2                                                | 25                                               | 23                                               | 27                                               | 9                                      | -                                      | Let's Talk About Love           |
| 1997  | Be the Man                               | Sorti uniquement au Japon | Sorti uniquement au Japon       | Sorti uniquement au Japon                        | Sorti uniquement au Japon                        | Sorti uniquement au Japon                        | Sorti uniquement au Japon                        | Sorti uniquement au Japon                        | Sorti uniquement au Japon                        | Sorti uniquement au Japon                        | Sorti uniquement au Japon                        | Sorti uniquement au Japon                        | Sorti uniquement au Japon                        | Sorti uniquement au Japon                        | Sorti uniquement au Japon                        | Sorti uniquement au Japon              | Sorti uniquement au Japon              | Let's Talk About Love           |
| 1997  | The Reason                               | |                                 | 11                                               | 13                                               | 1                                                | -                                                | -                                                | -                                                | -                                                | -                                                | -                                                | -                                                | -                                                | -                                                |                                        |                                        | Let's Talk About Love           |
| 1997  | My Heart Will Go On                      | 1 | 1                               | 1                                                | 1                                                | 1                                                | 1                                                | 1                                                | 1                                                | 1                                                | 1                                                | 1                                                | 1                                                | 1                                                | 1                                                | 1                                      | 34                                     | Let's Talk About Love           |
| 1998  | Immortality (avec les Bee Gees)          | |                                 | 5                                                | 11                                               | 15                                               | -                                                | -                                                | 8                                                | 15                                               | 48                                               | 41                                               | 2                                                | 2                                                | 12                                               | 38                                     | -                                      | Let's Talk About Love           |
| 1998  | Zora sourit                              | |                                 |                                                  |                                                  | 20                                               | -                                                | -                                                | 25                                               | 12                                               | 48                                               | 67                                               | -                                                | -                                                | -                                                |                                        |                                        | S'il suffisait d'aimer          |
| 1998  | I'm Your Angel (avec R. Kelly)           | 1 | 11                              | 3                                                | 8                                                | 97                                               | -                                                | -                                                | 7                                                | 33                                               | 26                                               | 9                                                | 14                                               | 13                                               | 10                                               | 21                                     | 5                                      | These Are Special Times         |
| 1998  | S'il suffisait d'aimer                   | |                                 |                                                  |                                                  | 4                                                |                                                  |                                                  | -                                                | 6                                                | -                                                | -                                                |                                                  |                                                  |                                                  |                                        |                                        | S'il suffisait d'aimer          |
| 1999  | On ne change pas                         | |                                 |                                                  |                                                  | 17                                               |                                                  |                                                  | -                                                | 16                                               | -                                                | -                                                |                                                  |                                                  |                                                  |                                        |                                        | S'il suffisait d'aimer          |
| 1999  | Treat Her Like a Lady                    | |                                 | 31                                               | -                                                | -                                                | -                                                | -                                                | -                                                | -                                                | -                                                | 64                                               | 64                                               | 16                                               | 54                                               | -                                      | -                                      | Let's Talk About Love           |
| 1999  | That's the Way It Is                     | 6 | 13                              | 12                                               | 12                                               | 6                                                | 8                                                | 7                                                | 5                                                | 7                                                | 17                                               | 7                                                | 8                                                | 8                                                | 2                                                | 14                                     | 7                                      | All The Way... A Decade of Song |
|       |                                          | Les cases grisées signifient que le single n'a pas été proposé à la vente dans ce pays. Le sigle « N/D » signifie que les classements ne sont pas disponibles. |                                 |                                                  |                                                  |                                                  |                                                  |                                                  |                                                  |                                                  |                                                  |                                                  |                                                  |                                                  |                                                  |                                        |                                        |                                 |

#### Années 2000
| Année | Single                                            | Classements                                                                             | Classements | Classements | Classements | Classements | Classements | Classements | Classements | Classements | Classements | Classements | Classements | Classements | Classements | Classements | Classements | Album                           |
| Année | Single                                            | É-U                                                                                     | CAN         | R-U         | IRL         | FRA         | ESP         | ITA         | SUI         | BE/W        | BE/F        | P-B         | ALL         | AUT         | SUE         | AUS         | N-Z         | Album                           |
| ----- | ------------------------------------------------- | --------------------------------------------------------------------------------------- | ----------- | ----------- | ----------- | ----------- | ----------- | ----------- | ----------- | ----------- | ----------- | ----------- | ----------- | ----------- | ----------- | ----------- | ----------- | ------------------------------- |
| 2000  | Live (For the One I Love)                         |                                                                                         |             | -           | -           | 63          | -           | -           | 82          | -           | -           | 89          | -           | -           | -           |             |             | All The Way... A Decade of Song |
| 2000  | The First Time Ever I Saw Your Face               |                                                                                         |             | 19          | 32          | -           | -           | -           | -           | -           | -           | -           | -           | -           | -           |             |             | All The Way... A Decade of Song |
| 2000  | I Want You to Need Me                             |                                                                                         | 1           | -           | -           | -           | -           | -           | 40          | -           | -           | 49          | -           | -           | 25          |             |             | All The Way... A Decade of Song |
| 2001  | Sous le vent (avec Garou)                         |                                                                                         | 14          |             |             | 1           | -           | -           | 2           | 1           | -           | 78          | -           | -           | -           |             |             | Seul                            |
| 2002  | A New Day Has Come                                | 22                                                                                      | 4           | 7           | 10          | 23          | 12          | 10          | 2           | 13          | 14          | 21          | 6           | 9           | 3           | 19          | 20          | A New Day Has Come              |
| 2002  | I'm Alive                                         | -                                                                                       | 21          | 17          | 22          | 7           | 20          | 25          | 7           | 2           | 2           | 7           | 4           | 5           | 5           | 30          | 35          | A New Day Has Come              |
| 2002  | Goodbye's (The Saddest Word)                      | -                                                                                       | -           | 38          | 42          | -           | -           | 30          | 35          | 36          | 39          | 38          | 56          | 41          | 45          | -           | -           | A New Day Has Come              |
| 2003  | I Drove All Night                                 | 45                                                                                      | 1           | 27          | 30          | 22          | 15          | 14          | 11          | 18          | 1           | 24          | 22          | 17          | 1           | 22          | 24          | One Heart                       |
| 2003  | One Heart                                         |                                                                                         |             | 27          | 30          | 63          | -           | -           | 36          | -           | 37          | 78          | 56          | 25          | 34          | -           | -           | One Heart                       |
| 2003  | Have You Ever Been in Love                        |                                                                                         |             | -           | -           | -           | -           | -           | -           | -           | -           | -           | -           | -           | 57          |             |             | One Heart                       |
| 2003  | Tout l'or des hommes                              |                                                                                         | 2           |             |             | 3           | -           | -           | 10          | 5           | 29          | 100         | 77          | -           | -           |             |             | Une fille et quatre types       |
| 2004  | Et je t'aime encore                               |                                                                                         |             |             |             | 16          |             |             | 31          | 14          | -           | -           |             |             |             |             |             | Une fille et quatre types       |
| 2005  | Je ne vous oublie pas                             | -                                                                                       | -           | -           | -           | 2           | -           | -           | 21          | 4           | -           | -           | -           | -           | -           | -           | -           | On ne change pas                |
| 2006  | Tous les secrets                                  | -                                                                                       | -           | -           | -           | 20          | -           | -           | 75          | 33          | -           | -           | -           | -           | -           | -           | -           | On ne change pas                |
| 2006  | I Believe in You (Je crois en toi) (avec Il Divo) | -                                                                                       | -           | -           | -           | 30          | -           | -           | 35          | -           | -           | -           | -           | -           | -           | -           | -           | On ne change pas                |
| 2006  | Tout près du bonheur (avec Marc Dupré)            | -                                                                                       | -           | -           | -           | -           | -           | -           | -           | -           | -           | -           | -           | -           | -           | -           | -           | Refaire le monde                |
| 2007  | Et s'il n'en restait qu'une (je serais celle-là)  | -                                                                                       | -           | -           | -           | 1           | -           | -           | 34          | 4           | -           | -           | -           | -           | -           | -           | -           | D'elles                         |
| 2007  | Immensité                                         | -                                                                                       | -           | -           | -           | -           | -           | -           | -           | -           | -           | -           | -           | -           | -           | -           | -           | D'elles                         |
| 2007  | A cause                                           | -                                                                                       | -           | -           | -           | -           | -           | -           | -           | -           | -           | -           | -           | -           | -           | -           | -           | D'elles                         |
| 2007  | Taking Chances                                    | 54                                                                                      | 9           | 40          | 32          | 7           | -           | 5           | 5           | 29          | -           | 100         | 25          | 12          | 43          | 60          | -           | Taking Chances                  |
| 2008  | Eyes on Me                                        | -                                                                                       | -           | -           | -           | -           | -           | -           | -           | -           | -           | -           | -           | -           | -           | -           | -           | Taking Chances                  |
| 2008  | A World to Believe In (avec Yuna Itō)             | -                                                                                       | -           | -           | -           | -           | -           | -           | -           | -           | -           | -           | -           | -           | -           | -           | -           | Taking Chances                  |
| 2008  | The Prayer (avec Josh Groban)                     | 70                                                                                      | 37          | -           | -           | -           | -           | -           | -           | -           | -           | -           | -           | -           | -           | -           | -           |                                 |
| 2008  | Alone                                             | -                                                                                       | 57          | 85          | -           | -           | -           | -           | -           | -           | -           | -           | -           | -           | 52          | -           | -           | Taking Chances                  |
| 2008  | My Love                                           | -                                                                                       | 67          | -           | -           | -           | -           | -           | -           | -           | -           | -           | -           | -           | -           | -           | -           | My Love: Essential Collection   |
|       |                                                   | Les cases grisées signifient que le single n'a pas été proposé à la vente dans ce pays. |             |             |             |             |             |             |             |             |             |             |             |             |             |             |             |                                 |

#### Années 2010
| Année | Single                                       | Classements | Classements | Classements | Classements | Classements | Classements | Classements | Classements | Classements | Classements | Classements | Classements | Classements | Classements | Classements | Classements | Album                                |
| Année | Single                                       | É-U         | CAN         | R-U         | IRL         | FRA         | ESP         | ITA         | SUI         | BE/W        | BE/F        | P-B         | ALL         | AUT         | SUE         | AUS         | N-Z         | Album                                |
| ----- | -------------------------------------------- | ----------- | ----------- | ----------- | ----------- | ----------- | ----------- | ----------- | ----------- | ----------- | ----------- | ----------- | ----------- | ----------- | ----------- | ----------- | ----------- | ------------------------------------ |
| 2010  | Voler (avec Michel Sardou)                   | -           | -           | -           | -           | -           | -           | -           | -           | 48          | -           | -           | -           | -           | -           | -           | -           | Être une femme 2010                  |
| 2012  | Parler à mon père                            | -           | -           | -           | -           | 8           | -           | -           | 25          | 11          | -           | -           | -           | -           | -           | -           | -           | Sans attendre                        |
| 2012  | Le Miracle                                   | -           | -           | -           | -           | 77          | -           | -           | -           | 27          | -           | -           | -           | -           | -           | -           | -           | Sans attendre                        |
| 2013  | Qui peut vivre sans amour ?                  | -           | -           | -           | -           | -           | -           | -           | -           | -           | -           | -           | -           | -           | -           | -           | -           | Sans attendre                        |
| 2013  | Loved Me Back to Life                        | -           | 26          | 14          | 29          | 32          | -           | -           | 25          | 25          | -           | 38          | 38          | -           | -           | -           | -           | Loved Me Back to Life                |
| 2013  | Breakaway                                    | -           | -           | -           | -           | -           | -           | -           | -           | -           | -           | -           | -           | -           | -           | -           | -           | Loved Me Back to Life                |
| 2014  | Incredible (avec Ne-Yo)                      | -           | 44          | -           | -           | -           | -           | -           | -           | -           | -           | -           | -           | -           | -           | -           | -           | Loved Me Back to Life                |
| 2014  | Water and a Flame                            | -           | -           | -           | -           | -           | -           | -           | -           | -           | -           | -           | -           | -           | -           | -           | -           | Loved Me Back to Life                |
| 2014  | Celle qui m'a tout appris                    | -           | -           | -           | -           | -           | -           | -           | -           | -           | -           | -           | -           | -           | -           | -           | -           | Céline... une seule fois : Live 2013 |
| 2015  | L'Hymne (avec Fred Pellerin)                 | -           | -           | -           | -           | -           | -           | -           | -           | -           | -           | -           | -           | -           | -           | -           | -           | La Guerre des tuques 3D              |
| 2016  | The Show Must Go On (feat. Lindsey Stirling) | -           | 89          | -           | -           | 23          | -           | -           | -           | -           | -           | -           | -           | -           | -           | -           | -           |                                      |
| 2016  | Encore un soir                               | -           | 92          | -           | -           | 1           | -           | -           | 25          | 10          | -           | -           | -           | -           | -           | -           | -           | Encore un soir                       |
| 2016  | Recovering                                   | -           | -           | -           | -           | 50          | -           | -           | -           | -           | -           | -           | -           | -           | -           | -           | -           |                                      |
| 2016  | Si c'était à refaire                         | -           | -           | -           | -           | 100         | -           | -           | -           | -           | -           | -           | -           | -           | -           | -           | -           | Encore un soir                       |
| 2016  | L'Étoile                                     | -           | -           | -           | -           | 191         | -           | -           | -           | -           | -           | -           | -           | -           | -           | -           | -           | Encore un soir                       |
| 2017  | Je nous veux                                 | -           | -           | -           | -           | 143         | -           | -           | -           | -           | -           | -           | -           | -           | -           | -           | -           | Encore un soir                       |
| 2017  | Les yeux au ciel                             | -           | -           | -           | -           | 169         | -           | -           | -           | -           | -           | -           | -           | -           | -           | -           | -           | Encore un soir                       |
| 2018  | Ashes                                        | -           | 72          | 86          | -           | 148         | -           | -           | 65          | -           | -           | -           | -           | -           | -           | 94          | -           | Deadpool 2                           |
| 2019  | Flying on my Own                             | -           | -           | -           | -           | -           | -           | -           | -           | -           | -           | -           | -           | -           | -           | -           | -           | Courage                              |
| 2019  | Courage                                      | -           | -           | -           | -           | -           | -           | -           | -           | -           | -           | -           | -           | -           | -           | -           | -           | Courage                              |
| 2019  | Imperfections                                | -           | 69          | -           | -           | -           | -           | -           | -           | 17          | -           | -           | -           | -           | -           | -           | -           | Courage                              |
| 2019  | Lying Down                                   | -           | -           | -           | -           | -           | -           | -           | -           | -           | -           | -           | -           | -           | -           | -           | -           | Courage                              |

#### Années 2020
| Année | Single     | Classements | Classements | Classements | Classements | Classements | Classements | Classements | Classements | Classements | Classements | Classements | Classements | Classements | Classements | Classements | Classements | Album      |
| Année | Single     | É-U         | CAN         | R-U         | IRL         | FRA         | ESP         | ITA         | SUI         | BE/W        | BE/F        | P-B         | ALL         | AUT         | SUE         | AUS         | N-Z         | Album      |
| ----- | ---------- | ----------- | ----------- | ----------- | ----------- | ----------- | ----------- | ----------- | ----------- | ----------- | ----------- | ----------- | ----------- | ----------- | ----------- | ----------- | ----------- | ---------- |
| 2023  | Love Again | -           | -           | -           | -           | -           | -           | -           | -           | -           | -           | -           | -           | -           | -           | -           | -           | Love Again |
| 2023  | I'll Be    | -           | -           | -           | -           | -           | -           | -           | -           | -           | -           | -           | -           | -           | -           | -           | -           | Love Again |

### Singles promotionnels
- 1991 : Have a Heart
- 1991 : Des mots qui sonnent
- 1992 : Quelqu'un que j'aime, quelqu'un qui m'aime
- 1993 : Did You Give Enough Love
- 1993 : Plus haut que moi (avec Mario Pelchat)
- 1995 : (You Make Me Feel Like) A Natural Woman
- 1996 : Le ballet
- 1996 : Destin
- 1996 : J'irai où tu iras (avec Jean-Jacques Goldman)
- 1996 : Les derniers seront les premiers (Live, avec Jean-Jacques Goldman)
- 1999 : It's Hard to Say Goodbye
- 1999 : The Prayer (avec Andrea Bocelli)
- 1999 : En attendant ses pas
- 2001 : God Bless America
- 2002 : At Last
- 2003 : Stand by Your Side
- 2003 : Faith
- 2004 : Contre nature
- 2004 : You and I
- 2004 : Beautiful Boy
- 2004 : Je lui dirai
- 2004 : Ma Nouvelle-France
- 2005 : In Some Small Way
- 2005 : A Paris

## Chansons utilisées dans des films
Liste des chansons de Céline Dion jouées dans des films :
- 1985 : Opération beurre de pinottes : La ballade de Michel, Dans la main d'un magicien
- 1989 : Une chance pour tous : Listen to Me
- 1991 : La Belle et la Bête : Beauty and the Beast
- 1991 : En liberté dans les champs du seigneur : Halfway to Heaven
- 1991 : Des fleurs sur la neige : Prenez-moi
- 1993 : Nuits blanches à Seattle : When I Fall in Love
- 1995 : Koibito yo : To Love You More
- 1996 : Personnel et confidentiel : Because You Loved Me
- 1996 : Sesame street saison 29 : Happy to meet you
- 1997 : Eve Santa Claus Dreaming : Be the Man
- 1997 : Titanic : My Heart Will Go On
- 1998 : Excalibur, l'épée magique : The Prayer
- 1999 : Köri no Sekai : Just Walk Away
- 1999 : L'Homme bicentenaire : Then You Look at Me
- 2002 : Stuart Little 2 : I'm Alive
- 2002 : Children on Their Birthdays : I Have to Dream
- 2003 : Le Sourire de Mona Lisa : Bewitched
- 2004 : Nouvelle-France : Ma Nouvelle-France
- 2006 : Astérix et les Vikings : Tous les secrets
- 2006 : Comme t'y es belle ! : Pour que tu m'aimes encore
- 2008 : Love Gourou : Because You Loved Me, I Drove All Night
- 2008 : Maboroshi no Yamataikoku : A World to Believe In
- 2009 : Brüno : My Heart Will Go On
- 2010 : Alpha et Oméga : Because You Loved Me
- 2012 : Sur la piste du Marsupilami : I'm Alive
- 2012 : Laurence Anyways : Pour que tu m'aimes encore
- 2012 : Song for Marion : Unfinished Songs
- 2013 : Gimme Shelter : The Prayer
- 2014 : Muppets Most Wanted : Something So Right
- 2014 : Mommy : On ne change pas
- 2015 : La Guerre des tuques 3D : L'Hymne
- 2017 : La Belle et la Bête : How does a moment last forever ?
- 2018 : Deadpool 2 de David Leitch : Ashes